# Harda (district)
Harda is een district van de Indiase staat Madhya Pradesh. Het district telt 474.174 inwoners (2001) en heeft een oppervlakte van 3339 km².
Hoofdstad: Bhopal
Districten: